# Stellaria delavayi
Stellaria delavayi là loài thực vật có hoa thuộc họ Cẩm chướng. Loài này được Franch. miêu tả khoa học đầu tiên năm 1889.